# Kelisia bicarinata
Kelisia bicarinata är en insektsart som beskrevs av Haupt 1935. Kelisia bicarinata ingår i släktet Kelisia och familjen sporrstritar. Inga underarter finns listade i Catalogue of Life.